# رامونکودوگو
رامونرامونگو شهری در شهرستان رامونگو در استان بولکیمده در بورکینافاسوی غربی مرکزی است جمعیت آن ۱۵۸۳ نفر است.